# Marca (krant)

Logo van de Spaanse sportkrant "Marca"

Diario Marca of kortweg Marca is een Spaanse sportkrant. Het wordt sinds 1938 uitgegeven door Grupo Recoletos uit Madrid. Hoofdredacteur is Alejandro Sopeña. Diario Marca wordt in heel Spanje uitgegeven in het Castiliaans met een oplage van ongeveer 403.000 exemplaren per dag. Hoofdonderwerp van de krant is over het algemeen Real Madrid. Ook voor andere voetbalteams en andere sporten is uitgebreid aandacht.

## Prijzen
Jaarlijks reikt Diario Marca aan het einde van het voetbalseizoen een aantal prijzen uit:
- Trofeo Pichichi - voor de topscorers van de Primera División en de Segunda División A, vernoemd naar Rafael Moreno Aranzadi "Pichichi" (sinds seizoen 1928/1929)
- Trofeo Zarra - voor de hoogste Spaanse topscorers van de Primera División en de Segunda División A, vernoemd naar Telmo Zarra (sinds seizoen 2005/2006)
- Trofeo Zamora - voor de minst gepasseerde doelman van de Primera División en de Segunda División A, vernoemd naar Ricardo Zamora (sinds seizoen 1958/1959)
- Trofeo Guruceta - voor de beste scheidsrechter, vernoemd naar Emilio Carlos Guruceta (sinds seizoen 1986/1987)
- Trofeo Alfredo Di Stéfano - voor de beste voetballer van de Primera División, vernoemd naar Alfredo Di Stéfano (sinds seizoen 2007/08)

Lijst van dagbladen